# Vélam

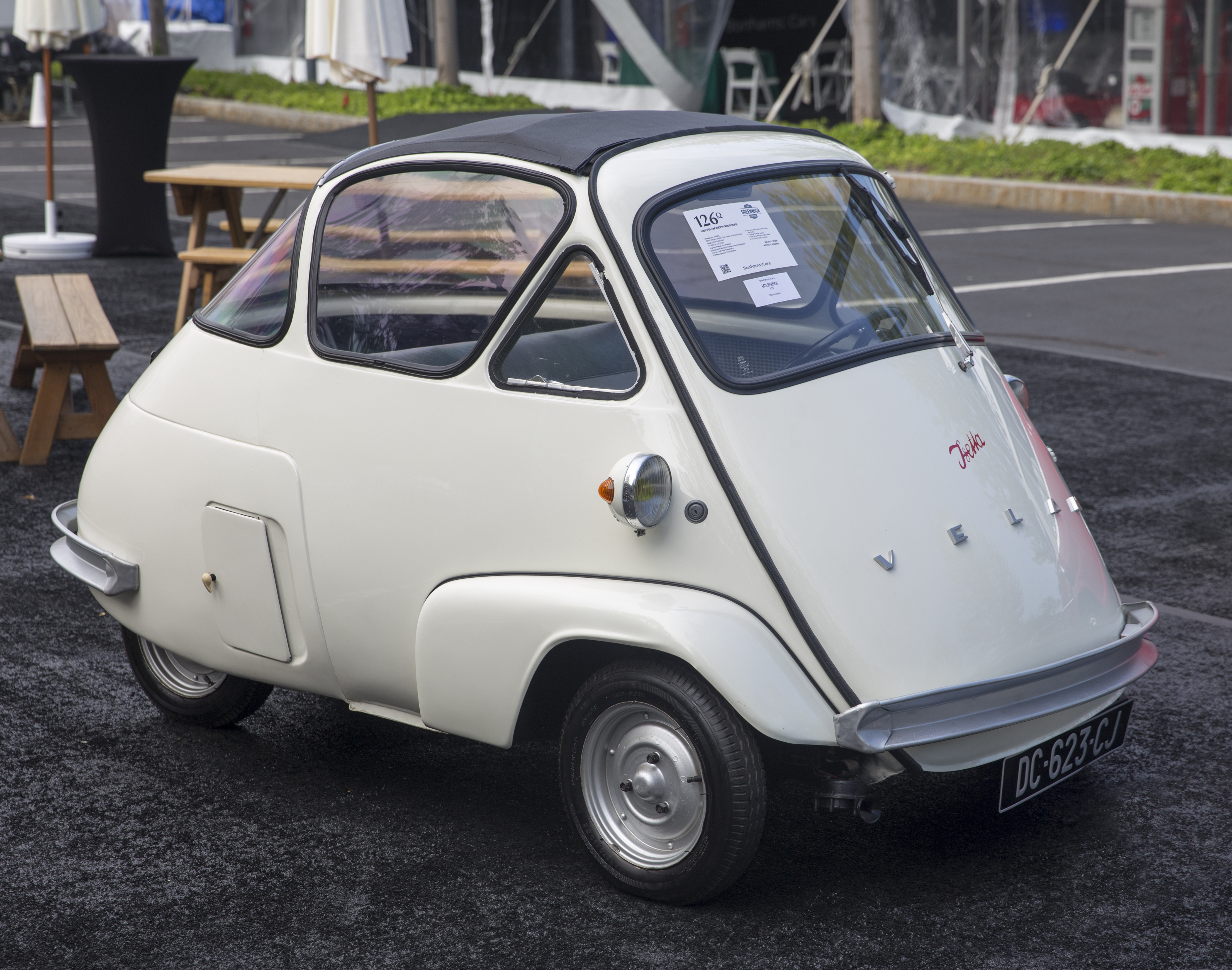
Vélam Isetta

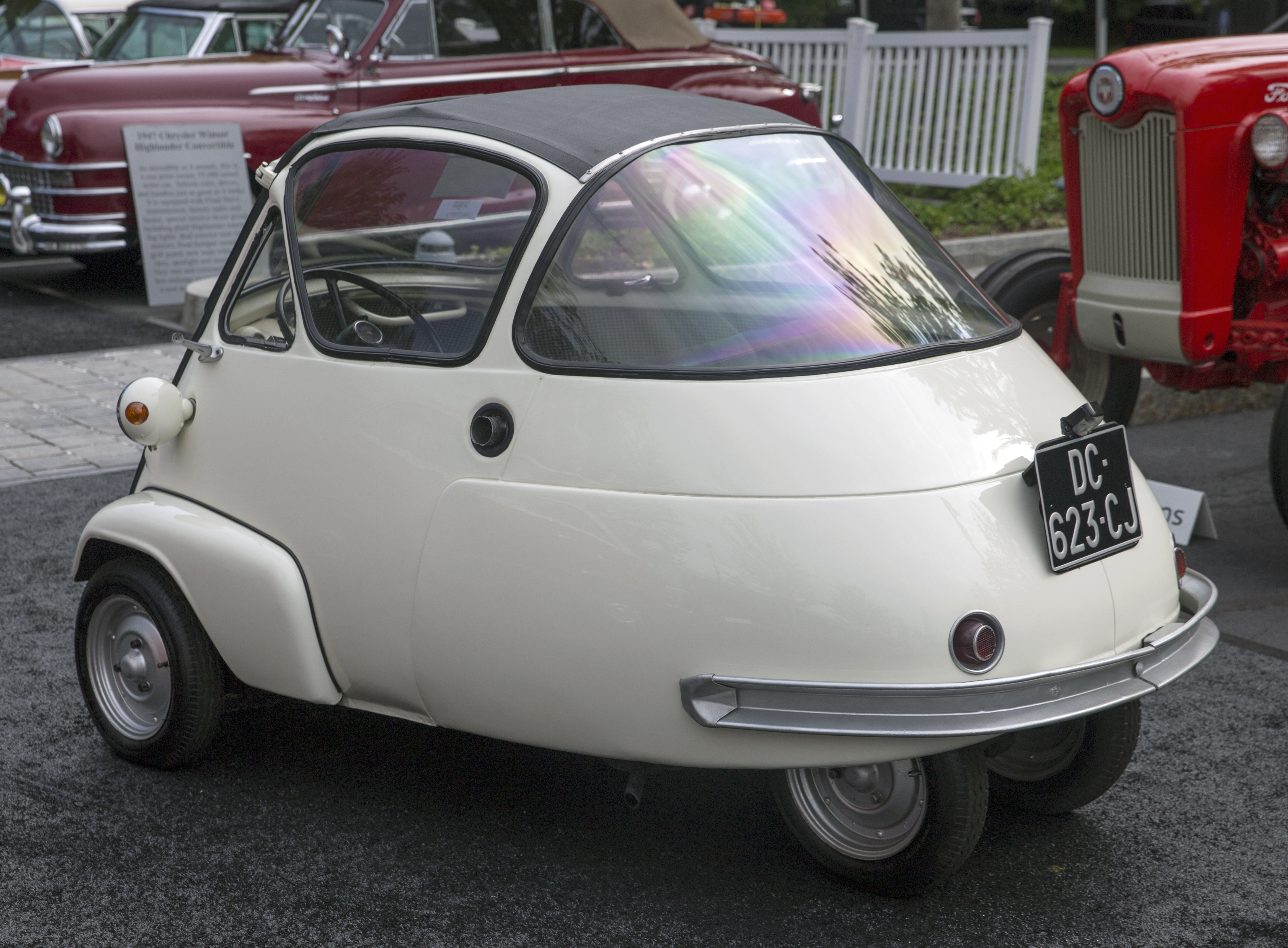
Vélam Isetta, Heckseitenansicht

Vélam war der Markenname des französischen Automobilherstellers Société Véhicule Léger à Moteur.

## Unternehmensgeschichte
Das Unternehmen aus Suresnes begann 1955 mit der Produktion von Automobilen. 1957 endete die Produktion. 1961 entstand noch ein Prototyp.

## Fahrzeuge
Das einzige Serienmodell war ein Lizenzbau der Iso Isetta mit einigen Änderungen, die unter anderem die Scheinwerfer, die Stoßstangen und die vorderen Kotflügel betrafen. Für den Antrieb sorgte der Einzylindermotor aus der Iso Isetta mit 236 cm³ Hubraum und 10 PS Leistung. 1957 erschien die überarbeitete Version Écrin mit trapezförmigen Seitenscheiben und festem Dach. Die Länge des Fahrzeugs betrug 2,38 Meter.
Produktionszahlen: 1224 im Jahr 1955, 4886 im Jahr 1956 und 1005 im Jahr 1957. Zusammen waren das 7115 Fahrzeuge.
1961 entstand der Prototyp TA 6 für Kaiser-Ilin aus Israel. Für den Antrieb sorgte ein luftgekühlter Zweizylindermotor mit 640 cm³ Hubraum. Trotz der geringen Länge von 330 cm bot das Fahrzeug Platz für sechs Personen.

## Rekordfahrten

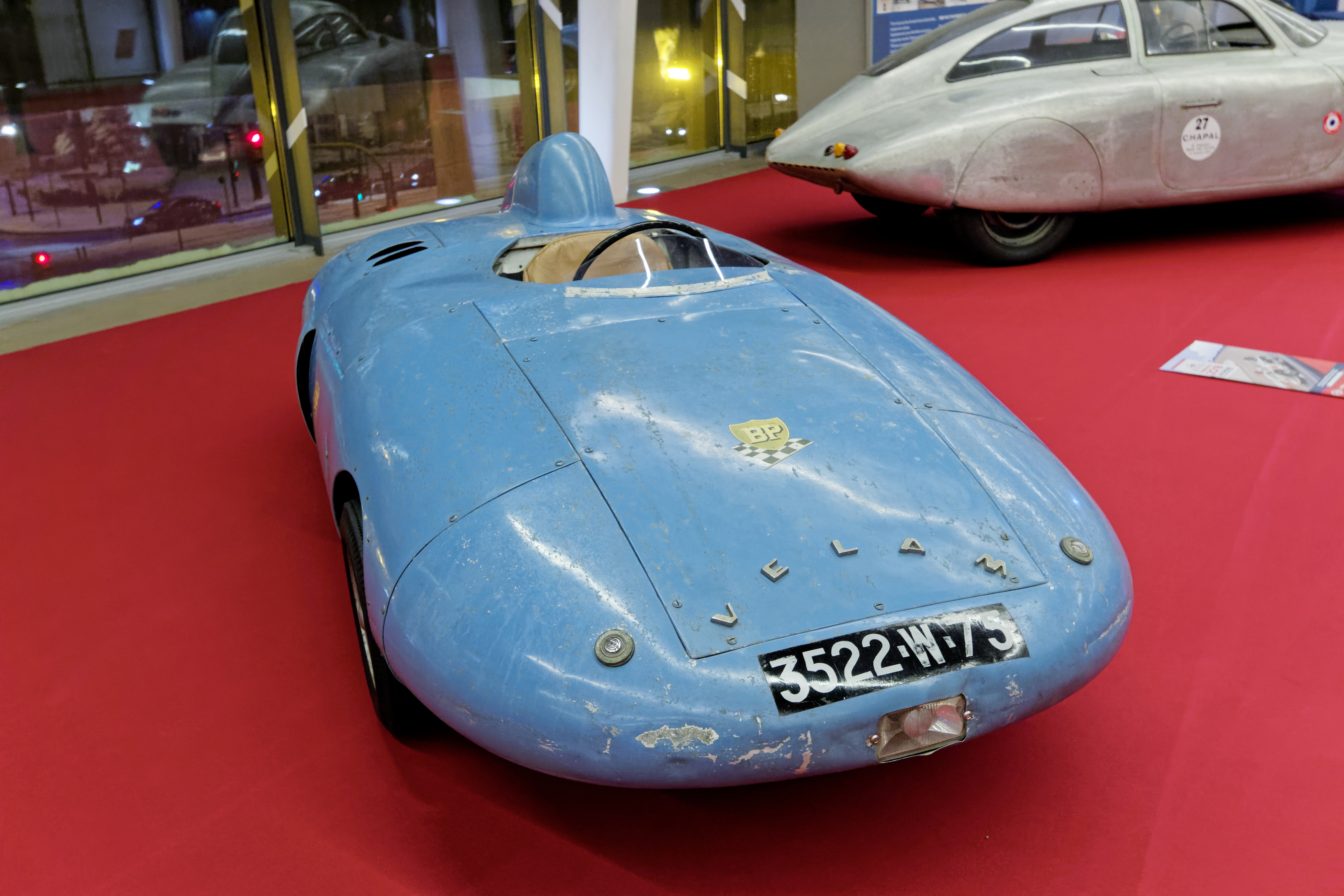
Vélam Rekordwagen

Die französischen Rennfahrer Peslier und Bianchi stellten mit einem offenen Einsitzer auf Vélam-Basis auf dem Autodrome de Linas-Montlhéry in der Klasse K bis 250 cm³ Hubraum einige Rekorde auf.